# پاپی بویینگتون
پاپی بویینگتون (انگلیسی: Pappy Boyington; ۴ دسامبر ۱۹۱۲ – ۱۱ ژانویهٔ ۱۹۸۸) فرد نظامی اهل ایالات متحده آمریکا بود.
وی همچنین برندهٔ جوایزی همچون پرپل هارت و نشان افتخار (آمریکا) شده‌است.